# تاريخ وكالة الاستخبارات المركزية

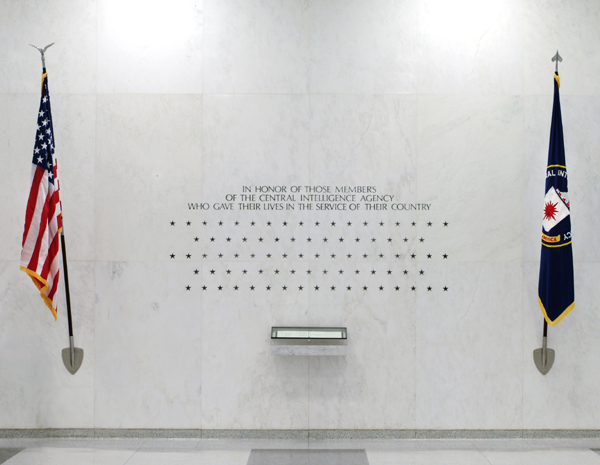

أُنشئت وكالة الاستخبارات المركزية الأمريكية (سي آي إيه) في 26 يوليو، عندما وقع هاري س. ترومان قانون الأمن القومي لعام 1947 ليصبح قانونيًا. كان الدافع الرئيسي الذي تم الاستشهاد به على مر السنين لإنشاء وكالة الاستخبارات المركزية هو الهجوم غير المتوقع على بيرل هاربور، ولكن بغض النظر عن دور بيرل هاربور، ففي شفق الحرب العالمية الثانية، كان من الواضح في الدوائر الحكومية أن هناك حاجة إلى مجموعة لتنسيق جهود الاستخبارات الحكومية، وكانت مؤسسات مكتب التحقيقات الفيدرالي (إف بي آي)، ووزارة الخارجية، ووزارة الحرب، وحتى مكتب البريد، كلها تتنافس على هذه السلطة الجديدة.
كتب الجنرال وليام جوزيف دونوفان، رئيس مكتب الخدمات الاستراتيجية، إلى الرئيس فرانكلين روزفلت في 18 نوفمبر 1944، موضحًا الحاجة إلى «جهاز للاستخبارات المركزية» في وقت السلم، «والذي سيحصل على المعلومات الاستخباراتية عن طريق الأساليب العلنية والسرية وسيوفر في الوقت نفسه توجيهات استخبارية، ويحدد أهداف الاستخبارات الوطنية، ويربط المواد الاستخباراتية التي تجمعها الوكالات الحكومية جميعها»، ويتمتع بسلطة إجراء «عمليات تخريبية في الخارج» لكن« ليس له وظائف شرطة أو مسؤولية تنفيذ القانون، سواء في الداخل أو في الخارج». وكان الدافع وراء هذه الرسالة هو استفسار من رئيس الأركان الجنرال دوايت أيزنهاور عن طبيعة عمل مكتب الخدمات الاستراتيجية في المؤسسة العسكرية. بعد ذلك، أمر روزفلت كبار مساعديه العسكريين بإجراء تحقيق سري في عمليات الحرب العالمية الثانية التي أجراها مكتب الخدمات الاستراتيجية. في هذا الوقت تقريبًا، بدأ تداول بعض القصص لأنباء حول مكتب الخدمات الاستراتيجية في الصحف الرئيسية، بما في ذلك إشارات إلى متابعة مكتب الخدمات الاستراتيجية وصف نفسه بأنه «الغيستابو الأمريكي». كان التقرير، المتأثر بشدة بمكتب التحقيقات الفيدرالي الذي اعتبر نفسه مستقبل الاستخبارات الأجنبية الأمريكية، سلبيًا وبشكل واضح، مشيدًا فقط بإنقاذ عدد قليل من الطيارين الذين أُسقطوا وعمليات التخريب وموظفي البحث والتحليل الموجودين فيها؛ كان تصريح التقرير يتضمن أن أي «استخدام ]لمكتب الخدمات الاستراتيجية[ كوكالة استخباراتية سرية في عالم ما بعد الحرب [سيكون] أمرًا لا يمكن تصوره»، ولكن حتى قبل الانتهاء من إعداد التقرير، أُمر رؤساء الأركان المشتركة، تحت ضغط من مقالات صحفية على ما يبدو، من قبل الرئيس للتخلي عن خططهم لإنشاء جهاز استخبارات مركزي حتى قبل إصدار التقرير في أبريل.
في 20 سبتمبر 1945، كجزء من تفكيك ترومان لآلة الحرب العالمية الثانية، تم التخلص من مكتب الخدمات الاستراتيجية، والذي كان في وقت ما يبلغ عديد عامليه حوالي 13000، واستمرت عملية إلغاءه نحو عشرة أيام. وعلى الرغم من ذلك، فقد أرجأ مساعد وزير الحرب تنفيذ الحكم بعد ستة أيام، حيث قُلل المكتب إلى طاقم هيكلي يضم حوالي 15% من مستوى القوة القصوى، ما أجبره على إغلاق العديد من مكاتبه الأجنبية. في نفس الوقت، غُيّر اسم المكتب من مكتب الخدمات الاستراتيجية إلى وحدة الخدمات الاستراتيجية.

## الأسلاف المباشرون 1946-1947
خلال الحرب العالمية الثانية، كان الرئيس روزفلت قلقًا بشأن قدرات الاستخبارات الأمريكية السرية، خاصة في ضوء نجاح كوماندوز تشرشل. بناءً على اقتراح من ضابط استخبارات بريطاني رفيع، طُلب من العقيد ويليام جوزيف دونوفان استنباط جهاز استخبارات مشترك على غرار جهاز الاستخبارات السرية البريطاني (إم آي 6) ومنظمة تنفيذ العمليات الخاصة يهتم، على سبيل المثال، ببرامج تحليل التشفير المنفصلة التابعة للجيش والبحرية. وقد أدى ذلك إلى إنشاء مكتب الخدمات الاستراتيجية. في 20 سبتمبر 1945، بعد وقت قصير من نهاية الحرب العالمية الثانية، وقع الرئيس هاري ترومان الأمر التنفيذي 9621، الذي يقضي بحل مكتب الخدمات الاستراتيجية بحلول 1 أكتوبر 1945. إن عمليات إعادة التنظيم السريعة التي تلت ذلك لم تعكس فقط التنافس البيروقراطي الروتيني على الموارد بل أيضًا استكشاف العلاقات المناسبة بين جمع المعلومات السرية والعمل السري (أي العمليات شبه العسكرية والنفسية). في أكتوبر 1945، قُسّمت وظائف مكتب الخدمات الاستراتيجية بين وزارتي الخارجية والحرب:
| الوحدة الجديدة                                                 | الجهة المراقِبة                         | وظائف مكتب الخدمات الاستراتيجية التي استوعبتها                                      |
| وحدة الخدمات الاستراتيجية                                      | وزارة الحرب                            | الاستخبارات السرية (أي، جمع المعلومات السرية السرية) ومكافحة التجسس (إكس-2)         |
| خدمة البحوث والاستخبارات المؤقتة                               | وزارة الخارجية                         | فرع البحث والتحليل (أي تحليل الاستخبارات)                                           |
| قسم الحرب النفسية (ليس حصرًا لمكتب الخدمات الاستراتيجية المنحل) | وزارة الحرب، هيئة الأركان العامة للجيش | ضباط الأركان من المجموعات التشغيلية، عملية جيدبورغ، العمليات المعنوية (دعاية سوداء) |

استمر التقسيم الثلاثي لمدة بضعة أشهر فقط. ظهر أول ذكر علني لمفهوم ومصطلح «وكالة الاستخبارات المركزية» بناءً على اقتراح لإعادة هيكلة القيادة للجيش الأمريكي والبحرية قدمه جيم فورستال وأرثر رادفورد إلى لجنة الشؤون العسكرية بمجلس الشيوخ الأمريكي في نهاية عام 1945. على الرغم من معارضة المؤسسة العسكرية، ووزارة الخارجية الأمريكية ومكتب التحقيقات الفيدرالي، أنشأ الرئيس ترومان سلطة الاستخبارات الوطنية في 22 يناير 1946 بموجب مرسوم رئاسي،  وكانت السلف المباشر لوكالة الاستخبارات المركزية. فُككت سلطة الاستخبارات الوطنية وامتدادها الوظيفي، بالإضافة إلى مجموعة الاستخبارات المركزية، بعد عشرين شهرًا. نُقلت أصول وحدة الخدمات الاستراتيجية، التي أصبحت الآن «نواة» مبسطة للاستخبارات السرية، إلى مجموعة الاستخبارات المركزية في منتصف عام 1946، وأُعيد تشكيلها لتكون مكتب العمليات الخاصة.

## الأساس التشريعي
كان لدى لورنس هيوستن، أول مستشار عام لمجموعة الاستخبارات المركزية ولاحقًا وكالة الاستخبارات المركزية الأمريكية، الكثير من المخاوف بشأن عدم وجود تفويض من الكونغرس. بدعم من المدير هويت فاندنبرغ، أصبح صائغ قوانين رئيسيًا لقانون الأمن القومي لعام  1947 وأَنشأ في 18 سبتمبر كلًا من مجلس الأمن القومي ووكالة الاستخبارات المركزية. في عام 1949، ساهم لورانس هيوستن، إلى جانب اثنين من المستشارين العامين المساعدين له، في صياغة قانون وكالة الاستخبارات المركزية (القانون العام 81-110) الذي سمح للوكالة باستخدام الإجراءات المالية والإدارية السرية، واستبعدها من معظم القيود المعتادة عند استخدام الأموال الفيدرالية. أُعفيت وكالة الاستخبارات المركزية أيضًا من الاضطرار إلى الكشف عن «تنظيمها أو وظائفها أو أسماءها أو ألقابها الرسمية أو رواتبها أو أعداد الموظفين العاملين فيها». وأنشأ البرنامج «بّي إل-110» للتعامل مع الهاربين وغيرهم من «الأجانب الأساسيين» الذين يقعون خارج إجراءات الهجرة العادية، وأيضًا إعطاء هؤلاء الأشخاص قصصًا سرية ودعمًا اقتصاديًا.

## مدير جديد
في يوليو 1946، أعاد فاندنبرغ تنظيم موظفي قسم التقارير المركزية التابع لمكتب التقارير والتقديرات. حصل مكتب التقارير والتقديرات على تقاريره من مجموعة يومية من برقيات وزارة الخارجية وعمليات إرسال عسكرية وتقارير داخلية لمجموعة الاستخبارات المركزية ذهبت إلى محللين متخصصين. سرعان ما أصبحت المنتجات الرئيسية لمكتب التقارير والتقديرات شائعة، والتي تمثلت في «الملخص اليومي» و«الملخص الأسبوعي». أنتج مكتب التقارير والتقديرات أيضًا «إضاءات استخباراتية بارزة» للاستهلاك الداخلي، و«مذكرات استخبارات» لمدير وكالة الاستخبارات المركزية، الذي يمكن أن يوزعها وفقًا لتقديره. سيطرت هذه التقارير على عمل مكتب التقارير والتقديرات في مجال العمل على التقديرات.